# Ciudadanía de ultramar de la India
Ciudadanía de ultramar de la India (OCI de Overseas Citizenship of India en inglés) es una forma de residencia permanente disponible para personas de origen indio y sus cónyuges, lo que les permite vivir y trabajar en India indefinidamente. Permite a los titulares de la tarjeta una entrada vitalicia al país junto con beneficios como poder poseer tierras y realizar otras inversiones en el país.
A pesar de su nombre, la OCI no es reconocida como ciudadanía por la República de la India ni por la mayoría de las naciones del mundo y no otorga el derecho a votar en las elecciones indias  o ocupar un cargo público. El gobierno indio puede revocar el estatus de OCI en una amplia variedad de circunstancias. Además, la tarjeta OCI sólo es válida con un pasaporte extranjero vigente. A partir de 2020, hay 6 millones de titulares de tarjetas OCI entre la diáspora india en el extranjero.
El esquema OCI fue introducido por la ley de nacionalidad india (Ley de Ciudadanía (enmienda) de 2005 en respuesta a las demandas de doble ciudadanía por parte de la diáspora india. Proporciona a los ciudadanos extranjeros muchos de los derechos disponibles para los ciudadanos residentes.
El estatus de OCI no está disponible para nadie que alguna vez haya sido paquistaní o bangladesí, o que sea hijo, nieto o bisnieto de dicha persona.

## Historia
La Constitución de la India no permite la doble ciudadanía (según el artículo 9). Las autoridades indias han interpretado que la ley significa que una persona no puede tener un pasaporte de un segundo país simultáneamente con uno indio, incluso en el caso de un niño que otro país reclama como ciudadano de ese país y que puede ser requerido por el gobierno. Las leyes del otro país permiten utilizar uno de sus pasaportes para viajar al extranjero (como un niño nacido en los Estados Unidos o en Canadá de padres indios), y los tribunales indios han otorgado al poder ejecutivo amplia discreción sobre este asunto.
Por recomendaciones de un Comité de Alto Nivel sobre la Diáspora India, el Gobierno de la India decidió registrar a las Personas de Origen Indio (PIO) de una determinada categoría, como se especifica en la Sección 7A de la Ley de Ciudadanía de 1955, como titulares de ciudadanía de ultramar de la India (OCI), por la Ley de Ciudadanía (enmienda) de 2003.
El programa OCI se lanzó durante la convención de Pravasi Bharatiya Divas celebrada en Hyderabad el 9 de enero de 2006.
Antes del 9 de enero de 2015, los viajeros que poseían una tarjeta OCI debían llevar el pasaporte que contenía el sello de visa "U" de por vida mientras viajaban a la India. Este requisito se eliminó ese día y los titulares de OCI ya no requieren el pasaporte con sello de visa vitalicio. La tarjeta OCI (el folleto azul grisáceo) junto con un pasaporte extranjero válido es suficiente para viajar hacia y desde India.
En marzo de 2020, los viajes sin visa otorgados a los titulares de OCI se suspendieron hasta el 15 de abril debido a la pandemia de coronavirus.
El 4 de marzo de 2021, los derechos de los titulares de OCI se restringieron ligeramente. Para realizar ciertas actividades o visitar ciertas áreas en India, los titulares de OCI ahora requieren un permiso de área protegida, un requisito para los titulares de PIO que la OCI nunca tuvo desde su lanzamiento en 2006. Además, los titulares de OCI que viven en India necesitan registrarse con el Oficial de Registro Regional de Extranjeros (FRRO) por correo electrónico cada vez que cambie su dirección u ocupación permanente.
El 15 de abril de 2021, el número de veces que es necesario renovar el OCI se redujo a una, cuando el pasaporte se renueva por primera vez después de los 20 años. Sin embargo, cada vez que se renueva el pasaporte antes de los 20 años y cuando el pasaporte se renueva por La primera vez después de los 50 años, se debe cargar una copia del pasaporte actual junto con la fotografía actual tamaño pasaporte en el portal en línea de la OCI. Estas pautas relajadas de renovación de OCI reducen la carga administrativa causada por múltiples renovaciones de OCI.

### Comparación
| Categoría                                                               | Pasaporte indio (Ciudadano indio) | Residente en India                | Expatriado       | Estado fiscal                                  | Tarjeta OCI | Actos                                                         | Notas                                  |
| ----------------------------------------------------------------------- | --------------------------------- | --------------------------------- | ---------------- | ---------------------------------------------- | ----------- | ------------------------------------------------------------- | -------------------------------------- |
| indio (residente)                                                       | Sí                                | Sí                                | No               | Sí                                             | No          | Ley de nacionalidad india Ley de pasaportes                   |                                        |
| Indio no residente (NRI)                                                | Sí                                | No                                | Sí (de la India) | No                                             | No          | Ley de nacionalidad india Ley de pasaportes Ley de TI de 1961 |                                        |
| Persona de origen indio (PIO) / Ciudadano de ultramar de la India (OCI) | No                                | Sí (en India) de lo contrario, No | Sí (en la India) | Sí (si reside en la India) de lo contrario, No | Sí          | Ley CA, 2005 (Sección 7A-B)                                   | visa vitalicia / residencia permanente |

## Elegibilidad
El gobierno de la India, en solicitud, puede registrarse como ciudadano en el extranjero de la India, cualquier persona que:
- es ciudadano de otro país, pero fue ciudadano de la India el 26 de enero de 1950 o en cualquier momento a partir de entonces; o
- es ciudadano de otro país, pero pertenecía a un territorio que se convirtió en parte de la India después del 15 de agosto de 1947; o
- es ciudadano de otro país, pero era elegible para convertirse en ciudadano de la India el 26 de enero de 1950; o
- es un niño o un nieto o un bisnieto de dicho ciudadano; o
- es un hijo menor de tales personas mencionadas anteriormente; o
- es un hijo menor y ambos padres son ciudadanos de la India o uno de los padres es ciudadano de la India; o
- es un cónyuge de origen extranjero de un ciudadano de la India o cónyuge de origen extranjero de un titular ciudadano de la India en el extranjero registrado bajo la Sección 7A de la Ley de Ciudadanía de 1955 y cuyo matrimonio ha sido registrado y subsistido durante un período continuo de no menos de dos años inmediatamente anteriores a la presentación de la aplicación.

Una persona, que o de cuyos padres, abuelos o bisabuelos no es o había sido ciudadano de Pakistán o Bangladesh, no es elegible para el registro como ciudadano extranjero de la India.
Una persona que ha servido como miembro de cualquier ejército extranjero, incluido la de su país de origen, no es elegible para recibir una tarjeta OCI, excepto cuando su país de origen está obligado por su ley local. Por esta razón, los ciudadanos israelíes de origen indio están exentos de esta regla y son elegibles para OCI incluso si sirvieron en las Fuerzas de Defensa de Israel.
Los ciudadanos holandeses de origen surinamese hasta la sexta generación cuyos antepasados provienen de la India en el siglo XIX serán elegibles para solicitar una tarjeta OCI.
Los extranjeros que obtuvieron tarjetas OCI a través de su matrimonio con un titular de la tarjeta OCI no pueden disfrutar del estatus en caso de divorcio.